# Green Ghost and the Masters of the Stone
Pour plus de détails, voir Fiche technique et Distribution.
Green Ghost and the Masters of the Stone est un film américain, sorti en 2018.

## Fiche technique
- Titre original : Green Ghost and the Masters of the Stone
- Titre de travail : The Green Ghost
- Titre français : -
- Réalisation : Michael D. Olmos
- Scénario : Charlie Clark et Brian Douglas
- Production :
- Musique : Rocco
- Photographie :
- Montage : Amza Moglan
- Société de production :
- Société de distribution :
- Budget :
- Box-office :
- Pays d'origine :  États-Unis
- Langue : anglais
- Format :
- Genre : Drame
- Durée : 95 minutes
- Dates de sortie : 
  - États-Unis : 21 décembre 2018

## Distribution
- Danny Trejo : Master Gin
- Sofia Pernas : Karina
- Dale Dye : Général Moorland
- Marko Zaror : Drake
- Elpidia Carrillo : Lechusa
- Tina Rodriguez : Oracle
- Michelle Lee : Song Shijin
- Patricia Vonne : Oracle
- Nina Leon : la réceptionniste
- Sandra Nori : Mme Ramirez